# Virtus Cagliari 2010-2011

## Formazione 2010-2011
- 4 Beatrice CARTA, Playmaker, 1992, 172 cm
- 5 Marie WARNER, Ala, 1986, 182 cm
- 7 Eleonora FAVA, Play-Guardia, 1989, 175 cm
- 8 Patrizia MARCELLO, Guardia, 1976, 176 cm
- 9 Madalene MITONGU-NTUMBA, Ala grande-Pivot, 1981, 180 cm
- 10 Valentina MURA, Playmaker, 1994, 160 cm
- 11 Virginia SABA, Guardia, 1982, 175 cm
- 12 Liliana MICCIO, Ala grande-Pivot, 1989, 182 cm
- 13 Chiara MINI, Playmaker, 1986, 165 cm
- 15 Chiara CADONI, Ala, 1994, 182 cm
- 18 Giulia COMANDINI, Pivot, 1994, 182 cm
- - Rachele NIOLA, Playmaker, 1993, 172 cm
- - Beatrice MASTIO, Guardia-Ala piccola, 1994, 175 cm
- - Francesca BEATO, Guardia, 1994, 167 cm
- - Valentina PINTAURO, Playmaker, 1994, 165 cm
- - Valentina LUSSO, Guardia, 1994, 173 cm